# Irakli Okruaschwili

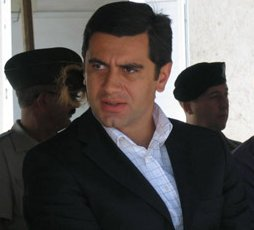
Irakli Okruaschwili (2005)

Irakli Okruaschwili (georgisch ირაკლი ოქრუაშვილი; * 6. November 1973 in Zchinwali) ist ein georgischer Politiker (Bewegung für ein vereintes Georgien). Der Rechtsanwalt war von Juni bis Dezember 2004 Innenminister, von Dezember 2004 bis November 2006 Verteidigungsminister und sechs Tage im November 2006 Minister für wirtschaftliche Entwicklung Georgiens. Am 25. September 2007 gründete er die Oppositionspartei Bewegung für ein vereintes Georgien. Von April 2008 bis 20. November 2012 lebte er im Exil in Frankreich.

## Leben

### Beruf
1990 beendete er die Oberschule in Tiflis mit dem Abitur. 1995 schloss er ein juristisches Staatsexamen an der Staatlichen Universität Tiflis ab. Anschließend arbeitete er zunächst in der Leitung der Zentralen Wahlkommission Georgiens, später als Berater beim TACIS-Projekt Staatliches Dienstleistungsgremium der Europäischen Union. Von Februar 1996 bis 1998 war er Rechtsanwalt in der Kanzlei Kordsadse, Swandidse und Okruaschwili, von 1998 bis 2000 in der Kanzlei Okruaschwili & Partner in Tiflis. Ab 1998 hielt er Vorlesungen über internationales Handelsrecht an der Staatlichen Universität.
Okruaschwili ist Mitglied der Welt-Juristengesellschaft und der Internationalen Juristischen Gesellschaft.

### Oppositionspolitiker in der Ära Schewardnadse
Im Oktober 2000 wurde Okruaschwili Stellvertreter des damaligen Justizministers Micheil Saakaschwili und dessen Hauptberater in Justizfragen. Gemeinsam mit ihm trat er im Oktober 2001 aus Protest gegen mangelnde Unterstützung bei der Korruptionsbekämpfung von seinem Amt zurück. Im Juni 2002 wurde er auf der Liste der Oppositionspartei Vereinte Nationale Bewegung zum Mitglied des Stadtrats von Tiflis gewählt. Fünf Monate später wurde er Vorsitzender des Inspektionsausschusses des Stadtrats.
Bei den Parlamentswahlen im November 2003 errang er ein Direktmandat in Gori. Nach der Rosenrevolution ernannte ihn Präsident Saakaschwili zunächst zum Verwaltungschef der Rayons Gori, Kaspi, Chaschuri, Dschawa und Zchinwali. Im Januar 2004 wählte ihn das Parlament zum Generalstaatsanwalt Georgiens. Okruaschwili profilierte sich bei der Strafverfolgung korrupter Beamter und der Übereignung ihres illegal erworbenen Eigentums an den Staat. Er ließ die Chefs der Staatsbahnen, des Sportverbandes und der Postbank verhaften, kurz bevor sie mit größeren Summen untertauchen konnten.

### Minister
Am 10. Juni 2004 wurde Okruaschwili auf Vorschlag Präsident Saakaschwilis vom Parlament zum georgischen Innenminister gewählt. Im neuen Amt entließ er rund 15.000 Beamte der Verkehrspolizei und reorganisierte die polizeilichen Funkstreifen.
Am 15. Dezember 2004 wurde er zum Verteidigungsminister ernannt. Er trieb den Aufbau der Armee nach NATO-Standards voran. Im April 2005 wurde bekannt, dass Okruaschwili Militärausgaben in Millionenhöhe aus einem halboffiziellen Armee-Unterstützungsfonds bestritt, der aus Mitteln gespeist wurde, die von korrupten Verwaltungsbeamten der Schewardnadse-Ära an die Staatsanwaltschaft gezahlt worden waren, um einem Strafverfahren zu entgehen. Der Fonds wurde hinter dem Rücken des Parlaments eingerichtet und war der parlamentarischen Kontrolle entzogen.
Gegenüber Georgiens abtrünnigen Gebieten Südossetien und Abchasien galt er als Hardliner. Im Mai 2006 kündigte er an, er werde Neujahr 2007 entweder im mit Georgien wiedervereinten Südossetien feiern, oder als Verteidigungsminister zurücktreten. Am 3. September 2006 wurde Okruaschwili mit einem Hubschrauber über Südossetien abgeschossen, nachdem er dort entgegen dem Waffenstillstandsabkommen vom 11. Juli 2004 mit Militärgerät eingeflogen war. Bei dem Zwischenfall blieb er unverletzt, da der Pilot auf georgischem Territorium notlanden konnte.
Nach einer Umfrage der Tageszeitung Kwiris palitra wurde Okruaschwili Anfang November 2006 von über 90 Prozent der Georgier als der einflussreichste Politiker des Landes nach Präsident Saakaschwili angesehen. Bei den Sympathiewerten lag er deutlich niedriger: In einer Folgeumfrage vom 13. November bescheinigten ihm lediglich 53 % der Bürger, „sympathischster Politiker“ Georgiens zu sein.
Am 11. November 2006 löste ihn Präsident Saakaschwili Okruaschwili als Verteidigungsminister ab und ernannte ihn zum Minister für wirtschaftliche Entwicklung. Sechs Tage später erklärte er seinen Rücktritt von diesem Amt. Vor Mitarbeitern des Wirtschaftsministeriums sagte er, er hinge an der Verteidigungspolitik und könne sich mit seiner Ablösung nicht abfinden. Okruaschwili erläuterte später, es sei zwischen ihm und Saakaschwili zum Bruch gekommen, nachdem jener seinen Plan, Südossetien „unter minimalen Verlusten“ zurückerobern, abgelehnt habe.

### Oppositionspolitiker in der Ära Saakaschwili
Am 25. September 2007 gründete Okruaschwili die Oppositionspartei Bewegung für ein vereintes Georgien. Auf einer Pressekonferenz beschuldigte er Präsident Saakaschwili am gleichen Tag, ihn im Juli 2005 als Verteidigungsminister beauftragt zu haben, den georgisch-russischen Geschäftsmann Badri Patarkazischwili zu liquidieren. Saakaschwili habe gesagt, er solle versuchen, ihn wie den früheren libanesischen Premierminister Rafiq al-Hariri, der bei einem Attentat auf seinen Fahrzeugkonvoi ums Leben kam, loszuwerden. Er wisse zudem, dass Saakaschwili damals Innenminister Wano Merabischwili angewiesen habe, den oppositionellen Abgeordneten Waleri Gelaschwili (Republikanische Partei) verprügeln zu lassen. Als er 2004 als Innenminister den Unternehmer Temur Alasania, einen Onkel Saakaschwilis, wegen Bestechung verhaftet habe (mutmaßliche Bestechungssumme: 200.000 US-Dollar), habe er ihn auf Anweisung des Präsidenten freilassen müssen.
Okruaschwili wurde drei Tage später verhaftet. Er wurde des Betrugs, der Geldwäsche, der Fahrlässigkeit im Dienst und eines Missbrauchs der Machtbefugnisse beschuldigt. Am 9. Oktober wurde er freigelassen, nachdem er sich schuldig erklärt hatte und eine Kaution von zehn Millionen Lari (ca. vier Mio. Euro) hinterlegt hatte. Die Staatsanwaltschaft veröffentlichte eine audiovisuell aufgezeichnete Vernehmung, in der Okruaschwili seine Vorwürfe gegen Saakaschwili widerrief und sie als politisches Manöver bezeichnete. Über 2.000 Menschen demonstrierten in Tiflis gegen die Verhaftung. Die Verhaftung wurde zum Auslöser der Massenproteste im November 2007.
Am 15. Dezember 2007 wählte ihn der Parteikongress der Bewegung für ein vereintes Georgien in Abwesenheit zum Ehrenvorsitzenden.

### Im Exil
Am 1. November verließ er, nach eigenen Angaben unter Zwang, nach Angaben des georgischen Generalstaatsanwalts „zu einer medizinischen Behandlung“, die Kaukasusrepublik. Am gleichen Tag beantragte er in Deutschland politisches Asyl. In einer Liveschaltung aus München erneuerte er am 5. November im georgischen Fernsehsender Imedi seine Vorwürfe gegen Präsident Saakaschwili. Am 14. November wurde der georgische Haftbefehl gegen ihn erneuert. Am 27. November wurde er daraufhin in Berlin festgenommen. Ein Auslieferungsersuchen der georgischen Behörden wurde geprüft. Am 9. Januar 2008 wurde Okruaschwili an Frankreich übergeben, da er mit einem von Frankreich ausgestellten Schengen-Visum nach Deutschland eingereist war. Am 31. Januar wurde er aus dem Polizeigewahrsam entlassen. Am 23. April gewährte ihm Frankreich politisches Asyl.
Okruaschwili wurde vom Stadtgericht Tiflis in Abwesenheit zu einer elfjährigen Gefängnisstrafe wegen „breitangelegter Erpressung“ verurteilt. Nach Darstellung der Richter soll er den Geschäftsmann Dschemal Swanidse im Oktober 2006 genötigt habe, ihm 2,6 % der Aktien an der Mobiltelefonfirma Geocell zu übertragen. Als Komplize habe ihm der damalige Chef der staatlichen Kommunikationskommission, Dimitri Kitoschwili, gedient. Mit dem Urteil verlor der Politiker das Wahlrecht in Georgien. Am 30. Juni 2011 wurde er vom Tifliser Stadtgericht in Absentia zu weiteren zwei Monaten Haft wegen der angeblichen Bildung einer illegalen bewaffneten Gruppe wenige Wochen zuvor verurteilt.
Im Oktober 2010 trat Okruaschwili vom Vorsitz der von ihm mitgegründeten "Bewegung für ein vereinigtes Georgien" zurück. Im November 2010 gründete er zusammen mit anderen prominenten Politikern, darunter Sozar Subari, Lewan Gatschetschiladse und Erosi Kitsmarishvili eine neue Oppositionspartei, die "Georgische Partei".

### Rückkehr, Verhaftung und Freilassung
Nach dem Regierungswechsel in Georgien und der Ankündigung einer Amnestie für politische Häftlinge und Exilanten entschloss sich Okruaschwili, in seine Heimat zurückzukehren und seine Rehabilitation anzustreben. Bei der Rückkehr aus dem Exil am 20. November 2012 wurde er am Flughafen festgenommen. Nach eigenen Angaben kehrte er nach dem Regierungswechsel „in der Hoffnung auf Rehabilitierung“ nach Georgien zurück. Georgiens Justizministerin Tea Zulukiani hielt den früheren Innenminister zwar „einer politisch motivierten Verfolgung durch die frühere Regierung ausgesetzt“, doch bedeute das nicht, dass er strafrechtlich unschuldig sei.
Nach knapp acht Wochen Haft durfte Okruaschwili das Gefängnis wieder verlassen. Das Berufungsgericht hatte am 10. Januar 2013 sämtliche Anschuldigungen wegen Bestechlichkeit und Erpressung gegen ihn fallen gelassen. Auch die Zeugen der angeblichen Bildung einer illegalen bewaffneten Gruppe hatten ihre Aussagen von 2011 als erzwungen zurückgezogen. Am Folgetag ließ ihn das Tifliser Stadtgericht auf Antrag der Staatsanwaltschaft gegen eine Kaution von 15.000 georgischen Lari frei. Nach seiner Entlassung erklärte Okruaschwili gegenüber der Nachrichtenagentur Reuters, er habe mit der Regierung keine Vereinbarung treffen müssen. Auch sei er von den Behörden nicht als Kronzeuge gegen Präsident Saakaschwili benannt worden, wie in der Presse vermutet wurde.
Im August 2013 wurde Okruaschwili auf dem Flughafen Nizza vorübergehend festgenommen, nachdem er dort in ein Handgemenge mit dem georgischen Politiker Merab Samadaschwili verwickelt war. Nach Angaben einer Freundin Okruaschwilis habe er den Politiker geschlagen, um sich an dessen Partei, der Saakaschwili-Partei Vereinte Nationale Bewegung, zu rächen.
Als Reaktion auf den Russischen Überfall auf die Ukraine 2022 schloss sich Okruaschwili zusammen mit anderen georgischen Freiwilligen der Internationalen Legion der Territorialverteidigung der Ukraine an.

### Persönliches
Okruaschwili ist verheiratet und hat eine Tochter. Neben Georgisch beherrscht er die russische und die englische Sprache. Im Juni 2008 wurde sein Onkel, Surab Giguaschwili, Opfer einer Entführung durch vier maskierte Männer, die ihn mit einem Auto in einen Vorort von Tiflis fuhren, krankenhausreif schlugen, sein Laptop und sein Mobiltelefon entwendeten.